# Дубенский, Андрей Ануфриевич
Андре́й Ану́фриевич Дубе́нский (1588 — около 1640) — сын боярский, воевода, основатель Красноярского острога, давшего начало городу Красноярску.

## Биография
Происходил из обедневшего западно-русского дворянского рода, младшей ветви столичных Хрипуновых-Аничковых-Ряполовских. Предки Дубенского, родом из Дорогобужского уезда Смоленщины, начали служить великому князю Московскому Василию II в 1425 году (по другим сведениям — в 1445 году).
В 1628 году Андрей Дубенский основал Красноярский острог. За заслуги в деле освоения Сибири из боярских детей переведён в уездные дворяне.
С 1631 года служил в Курмышском уезде (Среднее Поволжье), имел там поместье, пожалованное за службу. Кроме того, на правах вотчины владел во Владимирском уезде третью села Заболотья (четыре крестьянских двора с сотней десятин земли).

## Память
Именем Андрея Дубенского названа улица в Красноярске.

Памятник Андрею Дубенскому в Красноярске

30 августа 1997 года открыт памятник Андрею Дубенскому в Красноярске. Он поставлен на краю утёса на месте, где Дубенский написал грамоту царю со словами: «на яру место угожее, высоко и красно, и лес близко всякой есть, и пашенных мест и сенных покосов много, и государев де острог на том месте поставить мочно». Авторами памятника являются скульптор Владимир Гирич и архитектор Михаил Меркулов.
Вокруг памятника обустроен небольшой сквер со смотровой площадкой, откуда открывается вид на центр города в месте впадения Качи в Енисей, в том числе на Виноградовский мост. Статуя Дубенского выполнена из бронзы и стоит на высоком гранитном столбе, указывая на место, где раньше был Красноярский острог. Недалеко от памятника расположен медицинский университет. Были предложения по переносу монумента для расширения автодороги во избежание пробок. В 2018 году территория возле памятника была благоустроена: установлены новые скамейки и урны, демонтирована декоративная стенка, стилизованная под «кремлёвские» зубцы, позади памятника появились флагштоки, на которых развеваются флаги Красноярска, Красноярского края и России. Памятник ныне является одной из достопримечательностей города.
31 июля 2020 года на Средне-Невском судостроительном заводе заложено трёхпалубное круизное судно «Андрей Дубенский», предназначенное для перевозки пассажиров по маршруту Дудинка-Красноярск-Дудинка.